# Степанос Ховагимян
Степанос Ховагимян, роден като Сурен Ховагимян, е арменски духовник, първият архиерей на Арменската апостолическа църква в България.

## Биография
Роден е на 12 юни 1846 г. в Никея, Османска империя. Учи в манастира Армаши. През 1869 г. заминава за Цариград, където продължава образованието си в Арменската духовна семинария. Същевременно преподава в училище „Шахназарян“. В 1871 г. започва църковното му служение. Помощник е на епископ Нерсес Варжабедян – архиерейски наместник в Никея. През 1873 г. е ръкоположен за архимандрит в Измит. По това време ремонтира двете арменски училища и катедралния храм в града, основава културни и благотворителни организации. През 1874 г. е построено първото девическо училище в Адапазар и се организира неделно училище за жените. В село Ерамлък е ремонтирано училището и е изградена църква и мелница. След Руско-турската война от 1877 – 1878 г. помага за създаването на села от арменските бежанци. В тях се изграждат църква и училище. През 1880 г. е избран за архиерей на Никея. Под негово ръководство е изградено училището в Бардизаг през 1881 г. Изградени са църкви, училища, бани, чешми, мелници, фурни, сгради за отглеждане на буби в 45 селища. През 1884 г. е ръкоположен за епископ от католикос Макарий, а от 1886 г. е архиепископ. През 1922 г. се установява в Русе заедно с племенницата си Зарухи. За първи помощник избира Харутюн Агоп Папазян от Русе. На 10 април 1926 г. е избран от епархийски съвет за архиерей на Арменската апостолическа църква в България. Изборът му за първи архиерей в България е утвърден на 25 декември 1927 г. от католикос Кеворк V. На 15 юни 1930 г. по инициатива на Харутюн Папазян се отбелязва неговата 60-годишна духовна дейност. През 1931 г. е и издадена специална юбилейна книга със съставител Кеворк Месроб. От книгата са събрани 50 000 лева, които се дават на Арменското училище в София. В тази връзка то се преименува от „Арамян“ на „Архиепископ Ховагимян“. Умира на 10 април 1934 г. в София. Погребан е в саркофаг в параклиса на Арменските гробища в Централните софийски гробища.